# Saber El Ghanjaoui
Saber El Ghanjaoui, né le 7 septembre 1992 à Utrecht aux Pays-Bas, est un footballeur néerlando-marocain. Il évolue au poste de milieu de terrain au Mouloudia Club d'Oujda en Botola Pro.

## Biographie

### Enfance et débuts
Saber El Ghanjaoui naît et grandit aux Pays-Bas dans la ville d'Utrecht. Il intègre en 2002 le centre de formation des Alphense Boys.